# Reimvers
Als Reimvers bezeichnet man in der Verslehre durch Endreim bestimmte Versformen, insbesondere der von Otfrid von Weißenburg geschaffene althochdeutsche Reimvers (Otfridvers) im Gegensatz zum germanischen Stabreimvers. Der Reimvers begann den Stabreim ab der Karolingerzeit ca. 870 abzulösen und ist in populärer Dichtung („Knittelvers“ bedeutet eigentlich „Reimvers“) bis heute beliebt.